# Mailly-le-Château
Mailly-le-Château är en kommun i departementet Yonne i regionen Bourgogne-Franche-Comté i norra Frankrike. Kommunen ligger i kantonen Coulanges-sur-Yonne som tillhör arrondissementet Auxerre. År 2022 hade Mailly-le-Château 523 invånare.

## Befolkningsutveckling
Antalet invånare i kommunen Mailly-le-Château
| Referens: INSEE |